# Johan Ericson (biolog)
Johan Ericson, född 15 augusti 1965, är en svensk professor i utvecklingsbiologi vid Karolinska Institutet.

## Biografi
Ericson disputerade 1995 vid Umeå universitet på en avhandling om den embryonala utvecklingen av det ventrala nervsystemet och hypofysen. Han blev utnämnd till docent vid Karolinska institutet och därefter till Professor i utvecklingsbiologi vid samma universitet. Ett huvudfokus hans forskningsgrupps undersökningar har varit mekanismer som styr nervsystemets utveckling och differentieringen av nervceller. Man har bland annat lyckats styra differentieringen av nervceller hos möss till att bilda nya dopaminerga nervceller, en undergrupp av nervceller som det råder brist på vid bland annat Parkinsons sjukdom. År 2006 uppmärksammades hans forskning kring differentiering av stamceller efter en forskningsartikel publicerad i Cell, efter att man hittat en gen som orsakar omogna nervceller att bli dopaminproducerande.
Ericson är medförfattare till flera artiklar i Cell som har citerats ungefär tusen gånger och ett hundratal forskningsrapporter som har citerats totalt över 14 000 gånger med ett h-index (2021) på 49.

## Utmärkelser
- 2003 - Svedbergpriset för "sina studier av mekanismer för specialisering och differentiering av celler under utvecklingen av det centrala nervsystemet."[8]
- 2004 - Eric K. Fernströms pris svenska pris.[9]
- 2006 - Göran Gustafssonpriset i molekylär biologi.[10]
- 2011 - Anslag från SSF om 10 miljoner.[11]
- 2011 - Wallenberg Scholar.[12]
- 2016 - Hilda och Alfred Erikssons pris (tillsammans med Thomas Perlmann) för ”deras upptäckter som visar hur nervceller mognar i hjärnan till att producera viktiga signalsubstanser och fynd som lägger grund för utveckling av nya terapier vid neurodegenerativa och psykiatriska sjukdomar”.[13]